# Destiny: The Tale of Kamakura
Pour plus de détails, voir Fiche technique et Distribution.
Destiny: The Tale of Kamakura (DESTINY 鎌倉ものがたり, Destiny: Kamakura monogatari) est un film japonais réalisé et écrit par Takashi Yamazaki, sorti en 2017. Il s'agit de l'adaptation du manga homonyme (ja) de Ryōhei Saigan (ja), publié depuis le 9 février 1984 et comptant 34 volumes.

## Synopsis
Masakazu Isshiki (Masato Sakai) est un mystérieux écrivain qui vit avec sa femme Akiko (Mitsuki Takahata), beaucoup plus jeune que lui, à Kamakura. Ils résolvent les affaires bizarres et inexpliquées qui se déroulent autour d'eux.

## Fiche technique
- Titre : Destiny: The Tale of Kamakura[2]
- Titre original : DESTINY 鎌倉ものがたり (Destiny: Kamakura monogatari?)
- Réalisateur : Takashi Yamazaki
- Scénario : Takashi Yamazaki, d'après le manga homonyme de Ryōhei Saigan (ja)
- Photographie : Kōzō Shibasaki
- Pays d'origine :  Japon
- Langue : japonais
- Format : couleurs - 2,35:1 - format 35 mm - Dolby Digital
- Genre : comédie - fantastique
- Durée : 129 minutes
- Dates de sortie :
  - Japon : 9 décembre 2017[3]
  - France : 23 janvier 2019 (Festival du cinéma japonais contemporain Kinotayo)[2]

## Distribution
- Masato Sakai : Masakazu Isshiki
- Mitsuki Takahata : Akiko Isshiki
- Shin'ichi Tsutsumi (en) : Honda
- Sakura Andō : la faucheuse